# Guerra civile tripolitana
La guerra civile tripolitana fu un conflitto dal 1790 al 1795  che avvenne nella Tripolitania ottomana, all'interno di quello che oggi è il paese della Libia. Comportò una guerra di successione tra i membri di spicco della dinastia dei Karamanli, un intervento dell'ufficiale ottomano Ali Burghul, che affermò di agire per ordine del sultano assumendo il controllo di Tripoli per 17 mesi, e un intervento del bey di Tunisi Hammuda ibn Ali per restaurare i Karamanli al potere.

## Sfondo

### Ascesa dei Karamanli
Il colpo di stato di Karamanli del 29 luglio 1711 portò al potere l'ufficiale turco Ahmed Karamanli come bey della Tripolitania ottomana, fondando la dinastia dei Karamanli. Furono inviate due spedizioni ottomane che cercarono di reclamare la Tripolitania sotto il controllo diretto della Porta, ma che furono respinte da Ahmad. Tuttavia, espresse lealtà al sultano ottomano, inviandogli doni e una delegazione a Istanbul per ristabilire i rapporti. Tale atto diede i suoi frutti: nel 1722, il sultano ottomano Ahmed III riconobbe il governo di Ahmed Karamanli conferendogli il titolo di Pascià. Quando Ahmed Karamanli morì il 4 novembre 1745, suo figlio Mehmed fu governatore (1745-1754), il quale fu succeduto da suo figlio 'Ali ibn Mehmed (1754-1793, chiamato anche 'Ali Pasha in alcune fonti).

### Incombente crisi di successione
I conflitti dinastici iniziarono nel 1780, quando 'Ali ibn Mehmed trascurò gli affari di stato per 'una vita indolente di piacere'. Poiché all'epoca non esistevano istituzioni governative consolidate che gestissero in Tripolitania gli affari di stato correnti, solo la capacità di un sovrano che affermasse direttamente la propria autorità avrebbe potuto garantire la stabilità politica, cosa che 'Ali non fece. I corsari barbareschi, che gli avevano fornito molte entrate, andarono fuori controllo in sua assenza, e i loro crimini provocarono disordini tra la popolazione della capitale. 'Ali aveva promosso il figlio maggiore Hasan alla posizione di bey e gli delegò la maggior parte degli affari di stato, che consentirono ad Hasan di accumulare potere e assicurarsi la successione, con gelosia del fratello minore Yusuf, altrettanto ambizioso. Alla fine del 1787 'Ali ibn Mehmed si ammalò gravemente, e sia Hasan che Yusuf formarono fazioni armate e si prepararono a prendere il potere con la forza; ma 'Ali si riprese e l'incombente crisi di successione fu rinviata. Il clan di Sayf Al Nasr, con sede nel Fezzan, sfruttò la lotta per il potere ribellandosi nel 1788; Hasan riuscì a malapena a respingere il loro attacco alla capitale e solo con l'aiuto di altri gruppi tribali. I piani ottomani per una campagna anfibia guidata dall'ammiraglio Hasan Pasciò di Algeri per riconquistare tutte le aree semi-indipendenti sulla costa mediterranea, inclusa la Tripolitania dei Karamanli, furono abbandonati quando anche la morte improvvisa del sultano Abdul Hamid I nell'aprile 1789 provocò un lotta per il potere a Istanbul.

## Guerra

### La ribellione di Yusuf
Nel luglio 1790, il figlio più giovane di 'Ali, Yusuf, assassinò Hasan Bey, il figlio maggiore di 'Ali e successore designato, attirandolo disarmato negli alloggi della madre con il pretesto della riconciliazione. La popolazione di Tripoli fu oltraggiata da questo atto codardo e una ribellione armata costrinse Yusuf e i suoi sostenitori a fuggire a Manshiyya prima che potessero consolidare il loro potere. Il figlio di mezzo di 'Ali, Ahmad (Hamet Karamanli), fu quindi promosso a bey, una nomina che Yusuf inizialmente riconobbe nel tentativo di ripristinare la sua reputazione macchiata, ma nel giugno 1791 dichiarò un'aperta ribellione contro suo padre e suo fratello e assediò Tripoli. Lo storico Chérif (2010) descrive il periodo dal 1791 al 1793 come una 'guerra civile', 'che mise l'uno contro l'altro vari membri della famiglia Karamanli'. Yusuf rivendicò il trono per sé e fu sostenuto dagli arabi. Nel 1792-1793 si fece proclamare governatore. Notabili di Tripoli e alcuni comandanti dell'esercito chiesero al sultano ottomano di intervenire nel conflitto.

### Usurpazione o restaurazione?
Ad un certo punto, l'ufficiale ottomano Ali Burghul entrò nel conflitto, sebbene il suo esatto ruolo e rapporto con la Sublime Porta non fosse chiaro. Burghul era uno schiavo ad Algeri prima di salire di grado ed era stato Capitano (Wakil al-Kharj) ad Algeri prima del dey di Algeri, Sidi Hassan, che lo licenziò per insubordinazione nell'ottobre 1791. Hassan gli permise di recarsi in Turchia in nave e di portare con sé tutta la sua ricchezza. Pochi mesi prima dell'arrivo di Ali Burghul a Istanbul, Yusuf iniziò un'aperta ribellione contro suo padre e suo fratello, e assediò Tripoli nel giugno 1793. La Porta fu informata della rivolta di Yusuf e si preoccupò che le potenze europee, in particolare la Francia, avrebbero interferito militarmente in Tripolitania; Ali Burghul cercò di sfruttare questa situazione. Lo studioso Abun-Nasr (1987) ha affermato: "Poco dopo essere arrivato a Istanbul, [Ali Burghul] ottenne l'approvazione del governo ottomano per la sua invasione della Tripolitania senza alcun aiuto da parte dell'impero, con la consapevolezza che l'avrebbe governata in nome del sultano. [...] La sua posizione nell'amministrazione ottomana era incerta, ma affermò di essere stato debitamente nominato pascià di Tripoli dal sultano.' Alcuni autori come Panzac (2005) lo descrivono come 'un usurpatore algerino che affermava di essere sostenuto dal sultano', respingendo l'idea che Burghul fosse un legittimo rappresentante del governo ottomano della Tripolitania. Chérif (2010) lo ha definito un "funzionario turco" inviato da "Istanbul" per "riprendere il controllo effettivo di Tripoli".

### L'intervento di Ali Burghul
Il 29 luglio 1793 Burghul entrò in Tripolitania con una flotta di nove navi mercantili che trasportavano 300 mercenari, principalmente turchi, greci e spagnoli. Espulse 'Ali ibn Mehmed Karamanli il 30 luglio 1793  che fuggì a Tunisi. Con il sostegno di alcuni locali, Burghul sconfisse le guardie di Hamet proclamò la reincorporazione della Tripolitania nell'Impero ottomano, e si dichiarò come legittimo Pascià di Tripoli. Procedette in seguito al saccheggio di Tripoli, che provocò una ribellione in città.
Il bey di Tunisi, Hammuda ibn Ali, accolse positivamente i Karamanli, ma poiché Burghul affermava di agire sotto l'autorità del sultano, Hammuda esitò ad agire contro di lui. La situazione cambiò quando Burghul occupò Gerba (Jirba), un'isola sotto la giurisdizione di Hammuda, il 30 settembre 1794.
Il 19 gennaio 1795, Hamet e suo fratello Yusuf tornarono a Tripoli con l'aiuto del Bey di Tunisi e dei ribelli, e presero il controllo del trono. Burghul fuggì in Egitto e 'Ali ibn Mehmed rinunciò al governatorato di Tripoli in favore di suo figlio Hamet.

## Conseguenze
Dopo la fine della guerra, Hamet Karamanli tornò inizialmente al trono, regnando nuovamente come Ahmad II Pasha dal 20 gennaio 1795 all'11 giugno 1795, data in cui suo fratello Yusuf lo depose, salì al trono e mandò Hamet in esilio. Hamet fuggì a Malta, mentre Yusuf si fece proclamare governatore della Tripolitania nel novembre 1796.  Nel 1797, la posizione di Yusuf fu confermata dal firmano (ordine o documento ufficiale) di investitura del sultano.
Hamet in seguito tentò senza successo di tornare e impadronirsi del trono con il sostegno americano nella battaglia di Derna durante la prima guerra barbaresca (1801-1805), ma un piano per proclamarlo come Ahmad Bey governatore della Cirenaica fu impedito dagli inglesi, che mediarono un trattato.